# Bandido (canción de Azúcar Moreno)
«Bandido», escrita por José Luis Abel y compuesta por Raúl Orellana y Jaime Stinus, fue la representación de España en el Festival de la Canción de Eurovisión 1990, cantada por las hermanas Azúcar Moreno.

## Selección de la canción
Televisión Española (TVE), el organismo de radiodifusión nacional de España, utilizó un proceso de selección interna para elegir a Azúcar Moreno. La canción elegida para ir con ellas a Zagreb, Croacia (entonces Yugoslavia), "Bandido", fue compuesta y producida por Jaime Stinus, conocido guitarrista y productor, y Raúl Orellana, uno de los más respetados productores de música de baile en España. El estudio de grabación incluye la intro hablada "Ladies and gentlemen, it's showtime at the Apollo Theater. Everybody, the hardest-working man in show business", de James Brown del álbum de 1963 Live at the Apollo.

## Eurovision 1990
En Zagreb, la canción fue cantada en primer lugar de la noche, antes de la griega de Christos Callow, "Horis Skopo". Al final de esa noche, "Bandido" se llevó el quinto lugar con 96 puntos. Alemania fue el único país que dio a España los 12 puntos esa noche, la puntuación máxima posible de un país. 
La canción habla sobre un "bandido", que roba el amor a las chicas sólo para dejarlas sin nada excepto el dolor y la tristeza. En el coro, las hermanas hablan de que el bandido, con los ojos y mentiras, les robó "la sangre y la vida de sus corazones". La canción también es conocida por tener una de las introducciones instrumentales más largas de la historia del festival; 45 segundos de un total de 3 minutos.

### Problemas técnicos
Un fallo técnico hizo que la canción se hiciera esperar más de lo normal, la música empezó más tarde de lo normal. Las dos cantantes iniciaron su coreografía pero la grabación empezó a destiempo, lo que provocó que las hermanas dejaran de cantar y fueran a reclamar a los técnicos. Finalmente la canción fue ejecutada a la perfección durante sus tres minutos, en los que se hizo un completo silencio en el pabellón. En 2003, la BBC eligió "Bandido", y todos los eventos y las dificultades que rodean la ejecución, como uno de los momentos más memorables en la historia de Eurovisión.

## Éxito tras el festival
Tras el festival, "Bandido" fue lanzado como un solo álbum en España, en Europa y América Latina, lo que lanzó a las hermanas a la fama.
La cantante turca Aşkın Nur Yengi hizo una versión de la canción llamada "Zehir Gibisin" (eres como un veneno) en su segundo álbum "Hesap Ver" (explícalo) que se lanzó en 1991.